# Obchod na korze
Obchod na korze je československý film režisérů Jána Kadára a Elmara Klose, natočený v roce 1965 na motivy novely spisovatele Ladislava Grosmana.

## Děj
Děj filmu vypovídá o životě v Slovenském štátu během druhé světové války, kdy se obyčejný život pod vládou slovenských klerofašistů měnil a mj. probíhala arizace židovského majetku. Hlavní hrdina filmu – drobný živnostník Anton "Tóno" Brtko (Jozef Kroner), žijící v malém městečku (Humenné), dostane arizační dekret na obchod staré židovky Rosalie Lautmannové (Ida Kamińska). Tento její obchod byl však v podstatě prázdný, stará paní přežívá díky příspěvkům od židovské obce a Tóno díky své hodné povaze jí není schopen vysvětlit, proč vlastně do obchodu přišel …